# Гаррісон (Південна Дакота)
Гаррісон (англ. Harrison) — переписна місцевість (CDP) в США, в окрузі Дуглас штату Південна Дакота. Населення — 55 осіб (2020).

## Географія
Гаррісон розташований за координатами 43°25′52″ пн. ш. 98°31′36″ зх. д. / 43.43111° пн. ш. 98.52667° зх. д. (43.431129, -98.526711).  За даними Бюро перепису населення США в 2010 році переписна місцевість мала площу 0,28 км², уся площа — суходіл.

## Демографія
Згідно з переписом 2010 року, у переписній місцевості мешкали 52 особи в 21 домогосподарстві у складі 15 родин. Густота населення становила 186 осіб/км².  Було 34 помешкання (122/км²).
Расовий склад населення:
| - 98,1 % — білих |

До двох чи більше рас належало 1,9 %. Частка іспаномовних становила 0,0 % від усіх жителів.
За віковим діапазоном населення розподілялося таким чином: 26,9 % — особи молодші 18 років, 48,1 % — особи у віці 18—64 років, 25,0 % — особи у віці 65 років та старші. Медіана віку мешканця становила 36,0 року. На 100 осіб жіночої статі у переписній місцевості припадало 85,7 чоловіків;  на 100 жінок у віці від 18 років та старших — 81,0 чоловіків також старших 18 років.
Середній дохід на одне домашнє господарство  становив 74 266 доларів США (медіана — 80 375), а середній дохід на одну сім'ю — 56 666 доларів (медіана — 55 417). 
Цивільне працевлаштоване населення становило 54 особи. Основні галузі зайнятості: освіта, охорона здоров'я та соціальна допомога — 48,1 %, будівництво — 20,4 %, транспорт — 13,0 %, мистецтво, розваги та відпочинок — 13,0 %.